# Si je mourais là-bas
Si je mourais là-bas… est un poème de Guillaume Apollinaire écrit pour Lou, le 30 janvier 1915 à Nîmes, et publié pour la première fois en 1947 dans le recueil Poèmes à Lou.
Si je mourais là-bas est un poème tiré du recueil Poèmes à Lou écrit en 1915, pour Lou. Il résulte de la relation avec cette jeune femme rencontrée à Nice en 1914. Guillaume Apollinaire imagine sa mort sur le front, en fait part à sa bien-aimée, et imagine ses sentiments. Il est constitué de cinq quintils, en alexandrins, et d'un alexandrin final : « O mon unique amour et ma grande folie ».
À l'exception du 4e couplet, il a été mis en musique et chanté pour la première fois par Jean Ferrat en 1966 sur l'album Maria.